# Maria Àngels Viladot i Presas
Maria Àngels Viladot i Presas (Barcelona 19 de febrer de 1951) és una sociolingüista catalana. Llicenciada en Filosofia i Lletres (Secció Psicologia) per la Universitat Autònoma de Barcelona (UAB) i doctora en Psicologia per la Universitat de Barcelona (UB), des de 1977 fins a 1983 exercí de professora del Departament de Psicologia Experimental i Psicofisiologia (Laboratori de Conducta) de la UAB. A finals de 1983 treballà a l'Ajuntament de Barcelona i el 1984 a la Direcció General de Política Lingüística del Departament de Cultura de la Generalitat de Catalunya.
És vocal del Consell Social de la Llengua Catalana de la Generalitat de Catalunya i membre de la seva Comissió Permanent. També és membre de la International Communication Association; del Grup Català de Sociolingüística; del Col·legi de Psicòlegs de Catalunya, i de l'Associació col·legial d'Escriptors de Catalunya.

## Obres
- El bilingüisme a Catalunya (1981), Premi Doctor Martí i Julià de l'Institut d'Estudis Catalans.
- Identitat i vitalitat lingüística dels catalans (1993);
- Estereotips socials de la dona (1993)
- Preparación mental del jugador de golf (1994)
- Vitalitat (etno)lingüística i identitat al grup de pertinença: algunes dades i consideracions sobre el català i el frisó a Revista de Catalunya núm. 109, juliol 1996
- Les dones en la política (2000).
- Ocell de tempesta (2001) Novel·la
- Univers paral·lel (poemes)
- Educar les emocions (2009)